# Caribou (Maine)
Pour les articles homonymes, voir Caribou (homonymie).
Caribou est une ville de l’État du Maine située dans le comté d'Aroostook, aux États-Unis. Elle est l'une des deux seules villes du comté à avoir le statut de cité (« city »). Il s'agit de la ville la plus au nord-est du pays et d'un centre de service pour la communauté agricole de la région et pour les amateurs de plein air.

## Histoire
Caribou se trouve sur l'ancien canton H, rang 2 du comté. Une grande partie de ce canton, située dans l'angle sud-est de l'actuelle ville de Caribou, fut offerte le 4 mars 1808 au général William Eaton par le Massachusetts dont relevait alors ce qui n'était encore que le district du Maine. Ce don fut fait en reconnaissance des services militaires rendus par le général lors de la Guerre de Tripoli. Cette bande de terre de 10 000 acres (environ 40 km²) fut appelée Eaton Grant.
Des bûcherons et des trappeurs établirent des camps dans la région dans les années 1810. Les premiers colons sont venus à ce qui est maintenant Caribou dans les années 1820[réf. nécessaire]. 
Entre 1838 et 1840, la guerre d'Aroostook larvée éclata entre le Maine (États-Unis) et la colonie britannique du Nouveau-Brunswick à propos de la position de leur frontière. Lors de l'hiver 1838-1839 Eaton Grant fut le théâtre d'une escarmouche entre bûcherons américains et britanniques qui s'étaient armés, tant les tensions étaient fortes. Le différend ne se régla que par la signature du traité Webster-Ashburton en 1842.

### Le temps des pionniers
L'un des premiers colons à s'être durablement installé à Caribou fut Ivory Hardison. Originaire de Winslow (comté de Kennebec), il avait suivi la troupe que l'État avait dépêchée dans la vallée de la rivière Aroostook en février 1839 pour défendre la frontière. Après avoir pris possession de son lot, il repartit auprès des siens puis revint sur ses terres avec son fils aîné pour y établir une ferme en 1842. Il défricha une partie de sa parcelle jusqu'au printemps 1843, vivant dans la maison qu'il s'était construite dans les bois. Toute sa famille composée de sept enfants vint alors l'y rejoindre pour y demeurer définitivement. Dans le même temps, Alexander Cochran, originaire de la province canadienne voisine de Nouveau-Brunswick, installa un moulin à farine assez rudimentaire dans le coude que forme la rivière Aroostook dans la localité. 
En 1843, un Danois, le colonel Harvey Ormsky, s'installa à l'ouest du canton où il demeura quelques années. Il y établit une ferme tout en se livrant à l'exploitation de ses bois. La même année, deux nouveaux colons, les frères Winslow et Hiram Hall, qui venaient du comté d'Oxford, s'installèrent près des Hardison. Seul l'un d'eux y demeura pendant quatorze ans. Un forgeron nommé Williams vint les y rejoindre avec sa famille. Mis à part ces quelques défrichements, le canton restait encore couvert par la forêt et le ravitaillement le plus proche se trouvait à Presque Isle.  
L'année 1844 vit l'arrivée de Samuel W. Collins et de W. A. Vaughan, originaires de Calais. Ils entreprirent de construire un moulin plus grand et se lancèrent dans la fabrication de farine en gros à la fin de l'année 1848. Ils avaient aussi édifié en 1845 une scierie qui brûla en 1848. Reconstruite l'année suivante, elle fut à son tour détruite par le feu en 1863. 
Une première école, privée, fut fondée en 1848 dont les cours étaient dispensés dans une cabane en rondins. Les familles s'agrandissant, les colons édifièrent une véritable école en 1851. 
En 1852, Collins et Vaughan élargirent leur activité en construisant une tannerie qu'ils confièrent à un pelletier, William Farrel. Il achetait les peaux aux fermiers du canton mais aussi aux bûcherons qui élevaient parfois du bétail dans les bois. Farrel les transformait en bottes solides.  

### La première organisation du canton
Eaton Grant devint Eaton Plantation lorsqu'elle fut organisée en 1854. L'autre partie du canton H fut incorporée en tant que ville et sous le nom de Lyndon en 1859, Eaton gardant son statut de plantation. Restaient deux bandes de terre non organisées : l'une entre la limite ouest d'Eaton et la rivière, l'autre au nord de Lyndon, qui furent alors incorporées en plantations sous le nom, respectivement, de Sheridan et de Forestville. 
L'intégralité du canton était désormais organisée.  
En 1855, Collins et Vaughan, qui ne cessaient de prospérer, construisirent une forge. Ce sont à eux aussi que la localité doit son premier magasin et son premier hôtel.  
En 1860, la ville de Lyndon érigea sa première église méthodiste. Jusque-là, les offices célébrés par un ministre du culte itinérant se déroulaient dans l'école. Deux nouveaux magasins s'ouvrirent la même année puis un quatrième en 1862.  
Le commerce se développant, un pont fut construit en 1863 sur la rivière Aroostook qui fut financé pour moitié par l'Etat.  

### La deuxième organisation du canton
En 1869, les trois plantations d'Eaton, de Sheridan de Forestville furent annexées à la ville de Lyndon pour ne constituer qu'une seule municipalité. Le 26 février de cette année-là, elle fut incorporée en tant que ville sous le nom de Caribou, pour revenir au nom de Lyndon le 9 mars suivant. Ce n'est que le 8 février 1877 que Caribou a finalement été confirmé comme nom définitif de la ville.
La première usine d'amidon de pomme de terre du comté fut construite à Caribou en 1871. Un architecte de Fort Fairfield fut engagé à cette occasion. A la fin du siècle, la ville en comptait trois.
En 1872, la ville a accueilli son premier éditeur de presse, le Révérend Sleeper, qui publiait la « North Star ».
Puissant facteur de développement, le train arriva à Caribou en 1876.
Depuis 1860, sa population n'a cessé d'augmenter : de 800 habitants, elle est passée à 1 410 en 1870, à 2 756 en 1880, à 4 087 en 1890, année où elle devient la ville la plus peuplée du comté. Dans son Histoire d'Arroostook,  Edward Wiggin explique que cet accroissement de la population est notamment dû « à la partie nord de la ville qui est presque intégralement habitée par des colons venus de France, peuple très prolifique ». 

### AuXXesiècle
Avec l'ouverture, au début des années 1950, de la base aérienne de Loring au nord-est de la ville et près de Limestone, comme base de bombardiers et d'avions ravitailleurs du Strategic Air Command de l'US Air Force, Caribou a vu de nouveau sa population augmenter rapidement. La ville a profité de l'impulsion économique majeure que la construction de la base a donné à la région, à partir de 1947.
Dans ce climat d'euphorie, Caribou est incorporé en tant que cité le 23 février 1967. Elle est ainsi la seconde ville du comté à avoir obtenu ce statut après Presque Isle (en 1940).
Mais l'essor de la région s'est essoufflé dans les années 1970 en raison des difficultés que connaît l'industrie traditionnelle de la pomme de terre, qui constituait le moteur de son économie. Caribou a alors amorcé un inexorable déclin démographique que la fermeture de la base aérienne en 1994 a aggravé.
Caribou a vu la naissance de l'un des 27 récipendiaires de la Médaille d'honneur du Congrès dans l’État du Maine : le sergent Donald Sidney Skidgel, né le 13 octobre 1948, cité pour sa bravoure remarquable et son intrépidité lors d'une mission de reconnaissance, en 1969, près de Sông Bé dans l'ancienne province de Vĩnh Long durant la Guerre du Viêt Nam.
En septembre 1984, Caribou fut le site de décollage de la première traversée en ballon solo réussie de l'océan Atlantique par le colonel Joseph Kittinger. Ce vol est commémoré au parc Balloon of Peace de Rosie O'Grady à 1,6 kilomètre au sud de la ville, sur Main Street. Ce site comprend une grande réplique du ballon de Kittinger.

## Municipalités limitrophes
| New Sweden |                      | Limestone      |
| Woodland   | Caribou              |                |
| Washburn   | Presque Isle (Maine) | Fort Fairfield |

## Climat

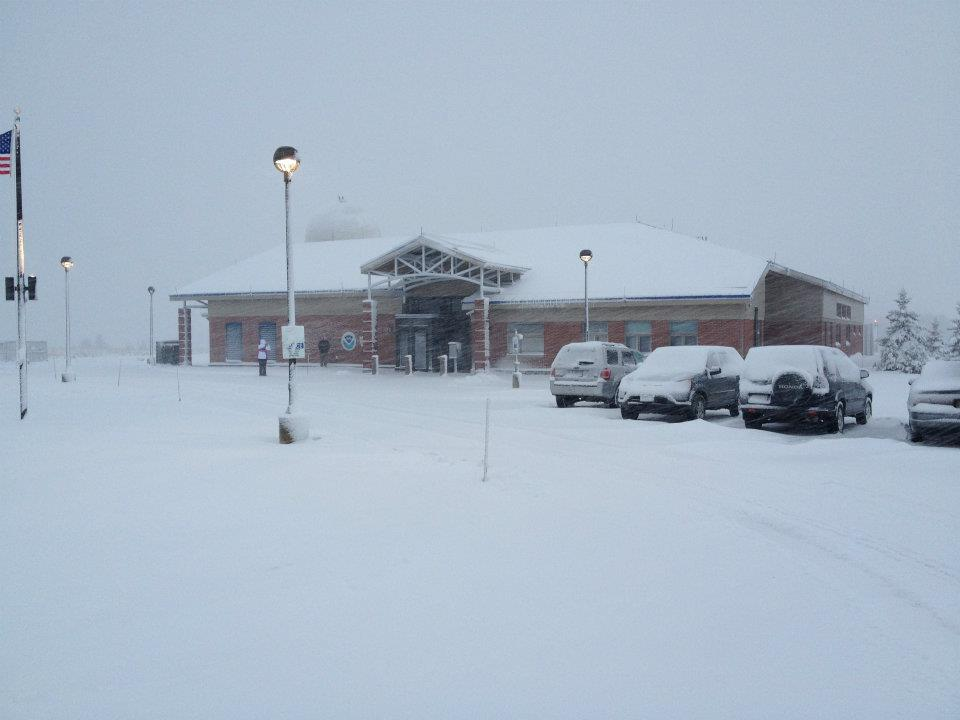
La station météorologique durant l’hiver 2011

Le service météorologique national maintient un centre de prévision à Caribou. Sa mission est de surveiller les conditions météorologiques et d'émettre des bulletins de prévisions pour le nord-est du Maine, incluant les alertes météorologiques au public, à l'aviation et aux navigateurs. Il est co-localisé avec une installation de radiosondage, mais le radar météorologique du réseau NEXRAD (KCBW) est près de Houlton, plus au sud.
Caribou a un climat continental humide (Köppen Dfb), avec des hivers froids et neigeux, et des étés chauds. La région est située dans la zone de rusticité 4A/4a de l'USDA. La température moyenne quotidienne varie entre −12,1 °C en janvier et 18,7 °C en juillet. En moyenne, il y a 41 nuits annuellement qui descendent à −18 °C ou moins, et 92 jours où le maximum ne dépasse pas cette même température, y compris 70 jours de décembre à février. Les températures extrêmes vont de −41 °C le 1er février 1955 à 36 °C le 22 mai 1977 et le 29 juin 1944. Le premier gel de la saison a lieu en moyenne le 23 septembre et le dernier 15 mai, ce qui donne une saison sans gel de 130 jours. Les dates correspondantes pour les chutes de neige mesurables, c'est-à-dire au moins 0,25 cm, sont du 23 octobre au 25 avril.
Les précipitations sont importantes toute l'année, avec un léger maximum d'été et l'automne étant plus humide que le printemps. En moyenne, le mois le plus sec est février et le mois le plus pluvieux est juillet. L'accumulation neige saisonnière moyenne pour Caribou est d'environ 2,8 m avec le mois le plus neigeux des annales fut décembre 1972 avec 1,52 m, tandis que le plus de neige en 24 heures fut de 73 cm) le 14 mars 1984. Les chutes de neige mesurables se produisent généralement du début novembre au début avril.
| Mois                              | jan.  | fév.  | mars | avril | mai  | juin | jui.  | août | sep. | oct. | nov. | déc.  | année |
| --------------------------------- | ----- | ----- | ---- | ----- | ---- | ---- | ----- | ---- | ---- | ---- | ---- | ----- | ----- |
| Température minimale moyenne (°C) | −17,3 | −15,4 | −9,3 | −1,4  | 4,7  | 9,9  | 12,9  | 11,6 | 6,9  | 1,4  | −4,1 | −12,1 | −1    |
| Température maximale moyenne (°C) | −6,9  | −4,5  | 1,1  | 8,8   | 16,9 | 21,9 | 24,4  | 23,5 | 18,6 | 11,1 | 3,5  | −3,2  | 9,6   |
| Record de froid (°C)              | −38   | −41   | −33  | −20   | −8   | −1   | 2     | 1    | −5   | −10  | −22  | −35   | −41   |
| Record de chaleur (°C)            | 12    | 15    | 24   | 30    | 36   | 36   | 35    | 35   | 33   | 28   | 20   | 14    | 36    |
| Précipitations (mm)               | 68,8  | 56,1  | 63,8 | 67,6  | 84,6 | 88,4 | 103,6 | 95,5 | 84,3 | 89,7 | 92,2 | 83,1  | 977,7 |
| dont neige (cm)                   | 64    | 56,4  | 46,5 | 18,8  | 1,3  | 0    | 0     | 0    | 0,4  | 4,1  | 26,7 | 58,2  | 276,3 |

## Économie
Caribou est, avec Presque Isle, l'un des principaux centres de service du comté d'Aroostook qui est principalement agricole. Les deux principales cultures sont la pomme de terre et le brocoli. Les agriculteurs de la région plantent annuellement environ 240 km2 de pommes de terre dont les variétés principales sont Russet Burbank, Superior, Shepody et Atlantic. Le comté est renommé pour ses pommes de terre blanches rondes pour la production de semences, la table et les produits transformés comme les frites. Le comté est aussi est le plus grand producteur de brocoli sur la côte Est des États-Unis.
Les autres productions agricoles importantes comprennent les bleuets, le foin, l'avoine et d'autres cultures à plus petite échelle. L'élevage bovin et laitier est un segment croissant du paysage agricole. Le volume élevé d'activité agricole entraîne la croissance de l'agro-industrie connexe à Caribou: ventes et services d'outils agricoles, développement de plusieurs usines de traitement.
Les autres employeurs comprennent les fabricants de produits d'éclairage, les sociétés de technologie de l'information et l'industrie des produits du bois. Le Loring Commerce Centre est situé à 6 kilomètres de Caribou et compte plusieurs employeurs importants, notamment l'Autorité militaire du Maine (100 employés) qui remet à neuf de l'équipement lourd militaire et municipal, le Service de comptabilité de la Défense (600 employés) qui s'occupe de la comptabilité et de la paie, et le Job Corps (200 employés).

## Transports
Le comté d'Aroostook est facilement accessible par deux autoroutes principales : l'Interstate 95, en provenance du sud, et la route transcanadienne (route 2 du Nouveau-Brunswick) en provenance du nord et de l'est. Dans le comté à la population clairsemée, il y a quand même plusieurs routes secondaires (89, 161, 164, 205 et 228) qui relient Caribou au reste du Maine.
La ville possède un aéroport municipal (Caribou Municipal Airport, code AITA : CAR). Il est principalement utilisé par les entreprises, les loisirs et la patrouille de la sécurité civile. L'aéroport régional du Nord du Maine à Presque Isle sert lui de plaque tournante principale pour le service aérien dans la région.
Bien que Caribou soit à l'intérieur des terres, la ville a aussi accès par route aux ports du Maine, du Nouveau-Brunswick et du Québec. Le port en eau profonde le plus proche est celui de Rivière-du-Loup, au Québec, à 190 km nord sur le fleuve Saint-Laurent.
Le réseau ferroviaire de la Eastern Maine Railroad dessert Caribou et le comté d'Aroostook, reliant également le Maine, le Vermont et les provinces canadiennes du Québec et du Nouveau-Brunswick. Compte tenu des liens économiques et culturels de la ville avec ces provinces, les partenariats et les relations transfrontalières sont souvent une facette commune dans de nombreuses industries locales.

## Politique et administration

### Tendance politique
Le comté, qui votait traditionnellement pour le parti démocrate, a vu cette tendance s'inverser lors de l'élection présidentielle de 2016 avec la répartition suivante :
- Hillary Clinton 38,2 %
- Donald Trump 55,4 %
- Autres 6,5 %.

Cette tendance s'est confirmée en 2020.
Caribou a pour sa part majoritairement voté en faveur de Donald Trump aux deux scrutins : en 2016, 2 106 voix (contre 1 595 en faveur d'Hilary Clinton) et en 2020, 2 262 voix (contre 1 702 en faveur de Joe Biden).

## Démographie
| Groupe            | Caribou | Maine | États-Unis |
| ----------------- | ------- | ----- | ---------- |
| Blancs            | 96,0    | 95,2  | 72,4       |
| Amérindiens       | 1,4     | 0,7   | 0,9        |
| Métis             | 1,2     | 1,6   | 2,9        |
| Asiatiques        | 0,7     | 1,0   | 4,8        |
| Afro-Américains   | 0,4     | 1,2   | 12,6       |
| Autres            | 0,3     | 0,4   | 6,4        |
| Total             | 100     | 100   | 100        |
|                   |         |       |            |
| Latino-Américains | 0,8     | 1,3   | 16,7       |

Selon l'American Community Survey, pour la période 2011-2015, 91,27 % de la population âgée de plus de 5 ans déclare parler l'anglais à la maison, 6,84 % déclare parler le français et 1,89 % une autre langue.
Selon les données de City-Data, les ascendances déclarées par les habitants de Caribou sont françaises (25,7 %), canadiennes françaises (14,5 %), anglaises (12,3 %), américaines (11,8 %), irlandaises (4,7 %), britanniques (3,3 %).

## Culture
La bibliothèque publique de Caribou est une bibliothèque Carnegie conçue dans le style néo-roman par l'architecte local Schuyler C. Page et construite en 1911-1912 grâce à une bourse de 10 000 $ de l'industriel Andrew Carnegie.

## Loisirs et tourisme
Caribou a plus d'une douzaine de pistes de ski de fond avec des paysages variés à moins d'une heure de route de la ville et de deux sites municipaux. Ces derniers proposent des pistes pour le skateboard et le ski classique. Le centre des sports d'hiver du Maine a son siège social à Caribou organisant des activités durant les quatre saisons dont un Ski Dash, un festival de ski pour les jeunes et la course sur route Caribou Mile.
Le comté d'Aroostook est largement connu des amateurs de sport pour son système de sentiers de motoneiges bien entretenus. Caribou maintient 270 km du réseau de 2 600 km de pistes du comté d'Aroostook, une destination touristique majeure pour les amateurs de motoneige. Ce réseau est classé au troisième rang dans la nation et il est relié au Northeast Snowmobile Trail (NEST) reliant le Maine, le New Hampshire, le Vermont et la province de Québec.
En 2008, la ville a terminé la construction d'un grand centre récréatif qui comprend une grande piscine intérieure et un centre d'entrainement. Les autres options de loisirs incluent un parcours de golf de 9 trous, des sentiers de randonnée pédestre/véhicule tout-terrain, un cinéma à quatre écrans, un terrain de golf frisbee, une patinoire, le Spud Speedway (le seul circuit de course automobile de la région), une centre de quilles, la Maine Dance Academy et plusieurs excellents parcs.

## Résidents célèbres
- Susan Collins (1952-), sénatrice des États-Unis[14] ;
- Jessica Meir, astronaute de la NASA[15].